# Chambreur

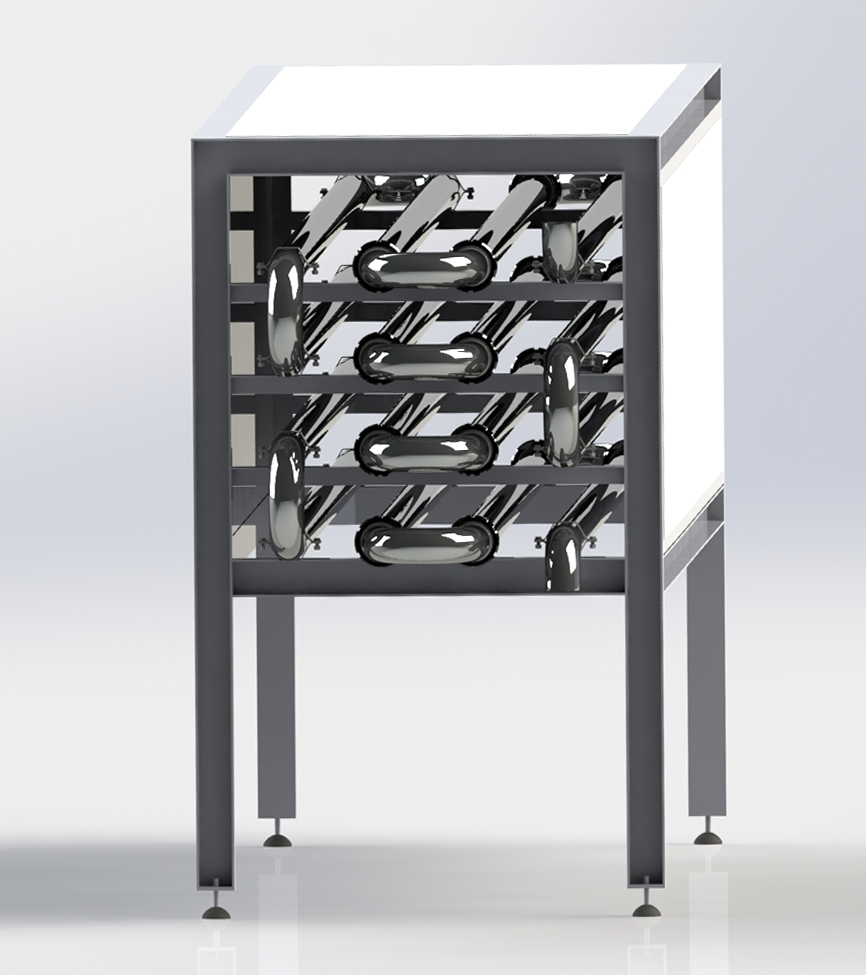
Vue en 3D du tube replié du chambreur

Le chambreur est un tube, qui assure un temps de séjour à une température quasi constante, à un produit qui le traverse. C'est un appareil nécessaire à la pasteurisation. Il est généralement compact et calorifugé. Le chambreur reçoit le produit qui vient du pasteurisateur dans la chaîne de traitement thermique d'un produit alimentaire. La pasteurisation combinée avec le chambrage assure l'élimination des germes pathogènes et la réduction de la flore totale du produit pasteurisé.

## Caractéristiques techniques
Le barème de pasteurisation d'un produit alimentaire permet de fixer le couple : durée de séjour, température de traitement du produit.  
Le chambreur maintient le produit qui le traverse à température constante, supérieure à 60 °C. Durant cette phase, les germes thermosensibles sont détruits. Le chambreur reçoit le produit ayant traversé le pasteurisateur dans la chaîne de traitement.    

Alors que le pasteurisateur assure la montée en température du produit (chauffé à l'eau chaude ou à la vapeur), le chambreur assure son maintien en température. C'est une transformation adiabatique et isotherme : le chambreur n'est pas chauffé par une source d'énergie externe à la différence du pasteurisateur qui le précède. Exemple de pasteurisation : la pasteurisation du lait à une température de 80 °C pendant 20 secondes.    

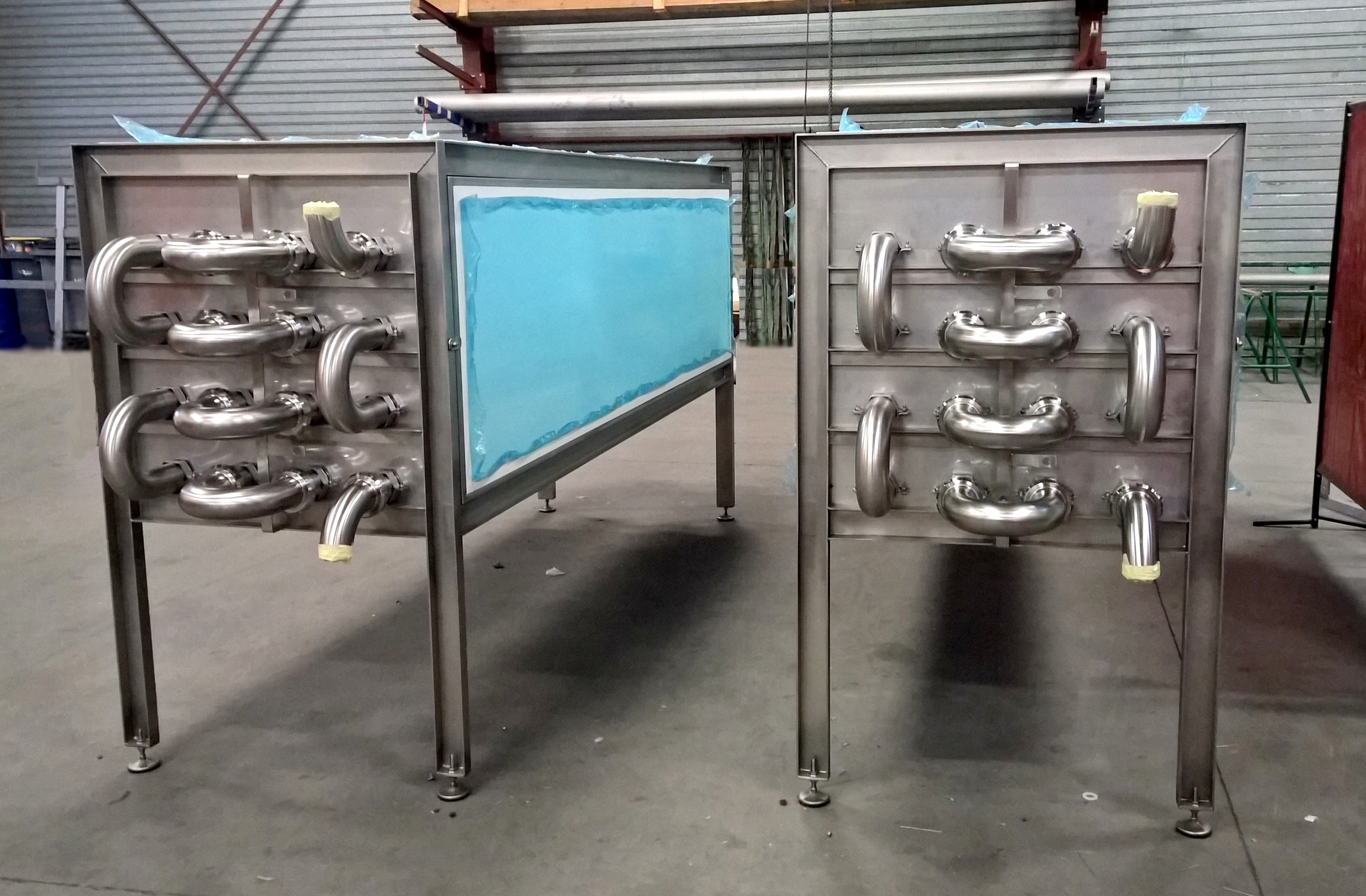
2 chambreurs calorifugés en inox

A l'issue du traitement thermique à la sortie du chambreur, le produit est immédiatement refroidi dans un échangeur. Cet échangeur refroidit le produit sortant tout en réchauffant le produit entrant dans le pasteurisateur (récupération d'énergie avec croisement du produit entrant et du produit sortant).  

Le temps de séjour dans un chambreur est fixé par ses dimensions (volume du tube) et par le débit de transfert du produit entrant.                 